# Mauna ava
Mauna ava là một loài bướm đêm trong họ Geometridae.